# BSOD (gruppo musicale)
I BSOD sono un duo musicale formato dai produttori discografici e disc jockey deadmau5 e Steve Duda.
Inizialmente fondarono il gruppo per scherzo, affermando che la loro prima traccia This Is the Hook era una parodia delle tipiche tracce dance di quel tempo; anche se poi arrivò in cima alla classifica di Beatport nel 2006. La traccia è anche stata inclusa nel primo volume della serie di compilation At Play di deadmau5. Dopo aver pubblicato un album in studio indipendente e numerose pubblicazioni fino al 2014, il gruppo rimane inattivo per sei anni. Nel 2020 pubblicano l'EP No Way, Get Real sotto mau5trap, la label di deadmau5.

## Discografia

### Album in studio
- Pay Here to Click (2006)

### EPs
- Played Out (2007)
- Last Life (2008)
- No Way, Get Real (2020)

### Singoli
- This Is the Hook (2006)
- Milton (2008)